# Anisota senatoria
Anisota senatoria este o specie de molie din subfamilia Ceratocampinae, familia Saturniidae, întâlnită în zona nearctică. Este una dintre cea mai comună specie din această familie, fiind câteodată dăunătoare în partea de nord a arealului de răspândire. 